# پسیفیک سکوریتیز
پسیفیک سکوریتیز (انگلیسی: Pacific Securities) شرکت خدمات مالی و سرمایه‌گذاری چینی است، که در سال ۲۰۰۴ تأسیس شد.